# Suzanne Berne
Suzanne Berne (Washington, D. C, 17 de enero de 1961) es una novelista y profesora universitaria estadounidense. Su primer libro publicado, la novela A Crime in the Neighborhood (Un crimen en el vecindario) obtuvo el prestigioso Premio de Ficción Femenina en 1999. Imparte clases de escritura creativa en el Boston College y la Universidad luterana del Pacífico. Es la editora de ficción de Harvard Review.

## Biografía
Berne nació el 17 de enero de 1961 en Washington D. C. en una familia de profesores de la Universidad de Georgetown y estudió en la Georgetown Day School. Se educó en la Universidad Wesleyana en Connecticut y obtuvo una maestría en el Programa en Escritura Creativa - Iowa Writers 'Workshop de la Universidad de Iowa en 1985, donde recibió una beca del National Endowment for the Arts (Fondo nacional de las Artes de Estados Unidos) para la escritura de su primera novela.
Vive en las afueras de Boston con su esposo y dos hijas.

## Carrera literaria
Durante varios años vivió en California, donde realizó variados trabajos, desde correctora en el The Hollywood Reporter hasta anfitriona de un restaurante en San Francisco, al mismo tiempo que escribía para varios periódicos, comenzó a publicar sus historias.
Colabora con frecuencia en e en The New Yorker y The New York Times Book Review, escribe ensayos y artículos para la columna Travel. Ha publicado varios ensayos, cuentos y reseñas en diversas revistas como Vogue, Allure, etc. También sus escritos han aparecido en Ploughshares, Agni, The Threepenny Review, Mademoiselle, The New York Times Magazine, The Guardian, Los Angeles Review of Books, The London Sunday Times y The Quarterly. Es la editora de ficción de Harvard Review.
Fue profesora de escritura creativa en la Universidad de Harvard y en el Wellesley College. Es profesora asociada de la asignatura de escritura creativa del departamento de inglés en el Morrissey College of Arts and Sciences en el Boston College. Además es mentora en talleres y clases de ficción en la maestría en escritura creativa (Ranier Writing Workshop) de la Universidad luterana del Pacífico.

## Obras
- Ladies, Gentlemen, Friends and Relations, University of Iowa, 1985.
- A Crime in the Neighborhood, Algonquin Books, 1997. ISBN 978-1-56512-165-2.[8]
  - En español: Un crimen en el vecindario. Tropismos, 2004. ISBN 978-84-9340-1511
- The Ghost at the Table, Algonquin Books, 1997. ISBN 978-1-56512-334-2.[9]
  - En español: El fantasma en la mesa. Nabla, 2008. ISBN 978-84-92461-16-5.[10]
- A Perfect Arrangement, Algonquin Books, 2001. ISBN 978-1-56512-261-1.[11]
- Missing Lucile: Memories of the Grandmother I Never Knew, Algonquin Books of Chapel Hill, 2010. ISBN 978-1-56512-625-1.[12]
- The Dogs of Littlefield. Simon and Schuster. 2016. ISBN 978-1-5011-2474-7.[13][14]

### Contribución en antologías
- The Place Within: Essays on Landscape by Twenty Contemporary American Writers, W.W. Norton (New York, NY). 1996. ISBN 0-3-9303-9994
- The Quiet Center: Women Writers Reflecting on Life's Passages, Hearst Books. ISBN 0-6-8815-4646

## Premios y reconocimientos
La ópera prima de Berne, la novela Un crimen en el vecindario, obtuvo el Premio de Ficción Femenina, anteriormente conocido como Orange Prize, uno de los premios literarios más prestigiosos del Reino Unido, que se otorga anualmente a una escritora de cualquier nacionalidad por la mejor novela escrita en inglés, y que haya sido publicada en el Reino Unido. Además esta obra fue finalista del Premio Femina, del Premio Edgar a la mejor primera novela, el premio de la Asociación de escritores de misterio de Estados Unidos 1997 y Los Angeles Times 1997.
La reseña sobre el libro que apareció en el New York Times seleccionó la publicación como un libro notable y describió a Berne «como una maestra en el arte de la amenaza psicológica». 
Las críticas han comparado a Berne con Joyce Carol Oates en «la ingeniosa y convincente exploración de personajes moralmente ambiguos».